# Roméo Dallaire
Roméo Antonius Dallaire (Denekamp, 25 giugno 1946) è un generale e politico canadese.

## Biografia
È stato comandante militare della missione UNAMIR in Ruanda fra il 1993 e il 1994. Durante il proprio servizio in Ruanda si trovò a dover affrontare con grandi difficoltà l'esplodere delle violenze che portarono al genocidio ruandese. I suoi tentativi di richiamare l'attenzione della comunità internazionale sulla situazione in Ruanda furono vani e sono stati ampiamente denunciati da Dallaire al suo ritorno dall'Africa. Nel 2003, con l'aiuto di Brent Beardsley, altro ufficiale della missione UNAMIR, Dallaire ha raccolto e pubblicato le sue memorie nel volume Shake Hands With the Devil: the Failure of Humanity in Rwanda.

### Comandante della missione UNAMIR in Ruanda
Nell'ottobre del 1993 Dallaire, dopo aver servito per diversi anni nell'esercito canadese, ricevette l'incarico di comandante militare della Missione di Assistenza delle Nazioni Unite per il Ruanda e di capo degli osservatori militari per la Missione d'osservazione ONU per il Ruanda e l'Uganda (assegnata al controllo della frontiera fra i due stati). Obiettivo della missione UNAMIR era quello di assistere e facilitare l'attuazione degli accordi di Arusha, stipulati per promuovere una soluzione pacifica alle tensioni etniche fra Hutu e Tutsi.
Nel gennaio 1994, un informatore interno al governo a maggioranza Hutu del paese informò Dallaire dell'esistenza di un piano relativo allo sterminio della minoranza Tutsi e dell'arrivo di grossi quantitativi di armi dirette ad equipaggiare sia l'esercito del Ruanda, sia le formazioni paramilitari vicine all'ala più estremista del movimento Hutu raccolte sotto la sigla dell'Interahamwe. Dallaire contattò d'urgenza l'unità dell operazioni di mantenimento della pace dell'ONU, chiedendo l'autorizzazione per effettuare una serie di interventi preventivi volti a sequestrare armi e a porre sotto controllo eventuali milizie attive all'interno del paese, ricevendo tuttavia una risposta negativa.
L'abbattimento, nella notte fra il 6 e il 7 aprile 1994, dell'aereo di Juvénal Habyarimana, presidente di etnia Hutu del Ruanda, diede l'avvio ad una escalation di violenze che confermarono tuttavia le informazioni acquisite da Dallaire. Nell'aprile del 1994 il Ruanda divenne teatro di un'ondata crescente di scontri che si tramutarono rapidamente in un piano programmatico di sterminio della minoranza Tutsi, trovando totalmente impreparate sia la comunità internazionale sia la catena decisionale delle Nazioni Unite. A seguito della cattura e dell'uccisione, sempre fra il 6 e il 7 aprile, di dieci militari belgi appartenenti al contingente multinazionale dell'UNAMIR, il Belgio decretò il ritiro dalla missione dei suo quattrocento militari, privando l'UNAMIR del principale reparto, per numero ed equipaggiamento, dell'intera missione.
In un quadro sempre più critico, fondamentalmente privato dell'appoggio dei propri superiori presso le Nazioni Unite e del sostegno dei governi occidentali, Dellaire tentò di consolidare il proprio contingente di militari pakistani, canadesi, ghanesi, tunisini e bengalesi nelle aree urbane attorno alla capitale Kigali, nel tentativo di costituire delle aree protette per la popolazione civile.
Nel complesso tuttavia, complice le difficoltà logistiche, lo scarso numero di uomini e l'assenza di una adeguata estensione del mandato della missione, l'UNAMIR assistette impotente e senza intervenire al dispiegarsi del genocidio sino all'estate del 1994, costato la vita, nell'arco di tre mesi, a circa ottocentomila persone.

### Vita e attività dopo il Ruanda
Al suo ritorno in Canada Dallaire continuò la propria carriera all'interno delle forze armate, soffrendo tuttavia di una forma particolarmente grave di disturbo post traumatico da stress che lo spinse, nel 2000, a un tentativo di suicidio. Alla carriera militare e all'attività politica (tra il 2005 e il 2014 è stato membro del senato del Canada) ha unito un'intensa attività di speaker pubblico.
Dal 2011 è ricordato come Giusto al Giardino dei Giusti di Milano.